# Arne Obermeyer
Arne Obermeyer (* 1984) ist ein deutscher Schauspieler und Synchronsprecher.

## Leben
Obermeyer schloss seine Ausbildung an der Theaterakademie Köln 2009 mit Diplom ab. Beim Theater hatte er anschließend Engagements u. a. am Prinzregenttheater Bochum, bei den Burgfestspielen Bad Vilbel, am Theater Hagen und am Theater im Bauturm Köln. Dort gewann er 2009 den Kölner Theaterpreis für seine Leistung im Stück Waisen. Das Fernsehen bot ihm 2018 und im Folgejahr zwei Gelegenheiten, in der Tatort-Fernsehreihe mitzuwirken.
Als Synchronsprecher wird Obermeyer meist als Stimme für Zeichentrickfiguren (wie z. B. Shacchimono Tochino aus der Anime-Serie Hunter x Hunter) eingesetzt, wird aber auch für die Eindeutschung von Filmen verpflichtet. Er lieh seine Stimme u. a. Cam Gigandet, Dan Stevens und Shazad Latif. Daneben wirkt er an Hörspielen mit.

## Filmografie (Auswahl)
- 2020: Tatort: Niemals ohne mich